# Подгорье (Батецкий район)
Подгорье — деревня в Батецком районе Новгородской области, входит в состав Передольского сельского поселения.
Расположена на левом берегу реки Луга, на автодороге Луга—Новое Овсино—Мойка между деревнями Подберезье (500 м западнее) и Заполье (1,5 км восточнее). К востоку от деревни расположен известный сакрально-погребальный древнеславянский памятник сопка Шум-гора. Село Подгорье являлось центром Передольского погоста. Также существовала усадьба Подгорье.
Улицы:
- Авиаторов
- Верхнее Подгорье
- Нижнее Подгорье

## История

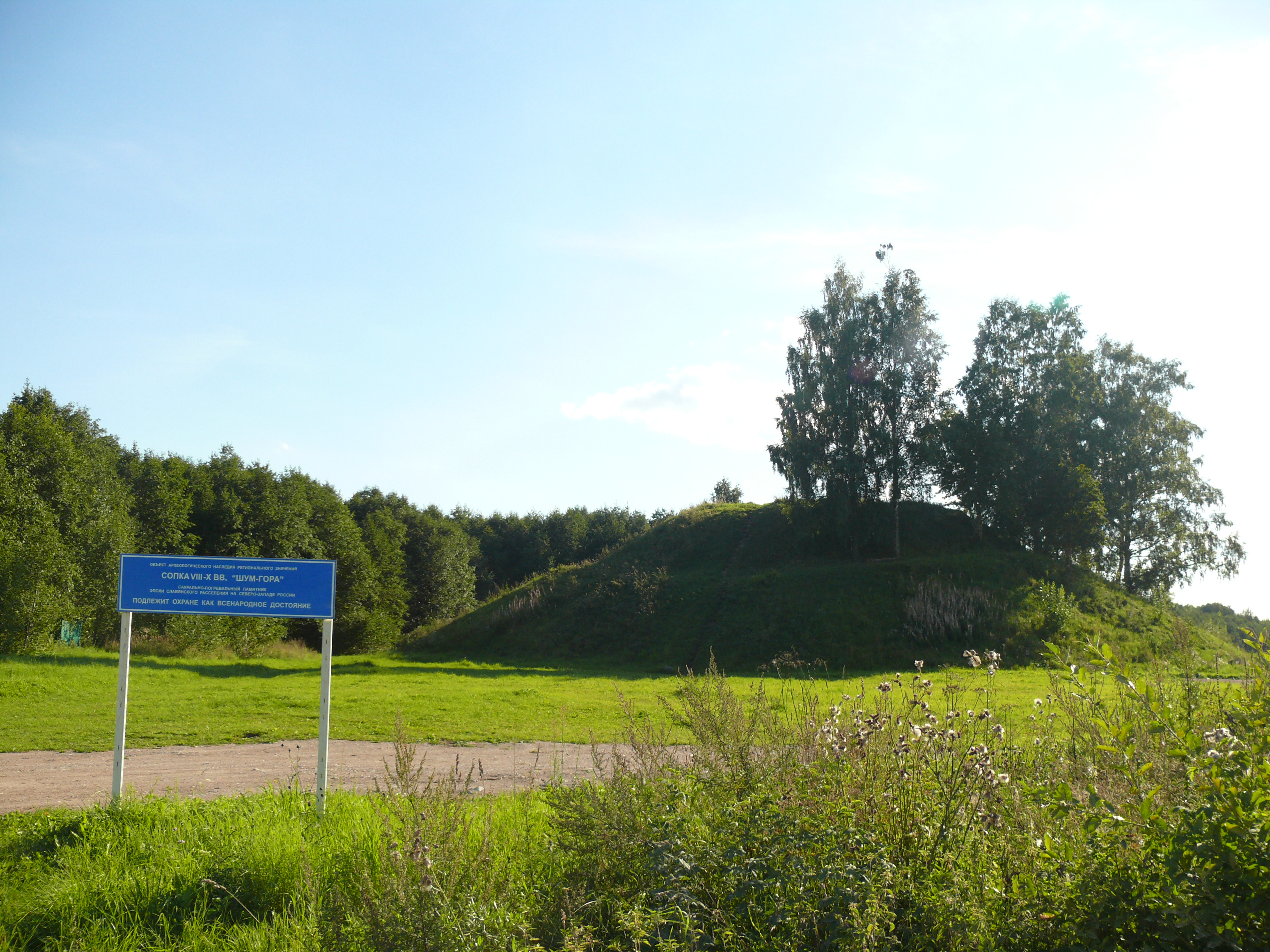
Шум-гора

Эта местность в средневековье была известна как «Передолье». По реке Луге проходил известный Лужский путь, в прошлом — важнейшая транспортная артерия. Выше по течению реки в районе деревень Большой Волок, Малый Волочёк и Ожогин Волочёк находился волока из Луги, впадающей в Балтийское море, в Кибу — приток Шелони, которая, в свою очередь/ впадает в Ильмень. В X веке на месте Подгорья существовало крупное поселение новгородцев с ремесленными мастерскими и торговлей. «По-видимому, именно в X в. застройка разрослась до 9 га (считая вместе территорию городища и посада). Такая обширная площадь, присутствие на поселении квалифицированных ремесленников, наличие в слое арабских монет и изящных импортных вещей, интенсивность накопления культурного слоя, позволяет причислить Передольский погост к числу крупных локальных административных центров Новгородской земли X в.»
В средневековье здесь существовал Передольский Погост. В писцовых книгах Водской пятины Новгородской земли 1500 года назван как Никольский Передольский погост. Передольский погост был очень важной точкой в Новгородской республике, одним из первых погостов, образованных княгиней Ольгой. Но новая религия насаждалось огнём и мечом. Нападение киевского войска, ведомое христианкой Ольгой, и разорение Городца, центра прилужских славянских общин, в середине X века поломало спокойное расселение мирных землепашцев. Немного восстановившись от киевского наезда лужские крестьяне получили второй удар — нашествие литовцев и немецких рыцарей в 1240 году. Опять все сёла были сожжены и разворованы.
Местность изобилует древнеславянскими археологическими памятниками — курганами, сопками, селищами VIII—XIV вв. Меж деревень Подгорье и Заполье находится урочище Городок — городище площадью около 12 га. А восточнее расположена знаменитая «Шум-гора» или «Большая сопка» — самый большой курган средневековой Европы
В XIX веке Передольский погост находился в 168 верстах от Петербурга и в 35 от города Луги, в 11 от границы Новгородского уезда.

## Усадьба Милюковых

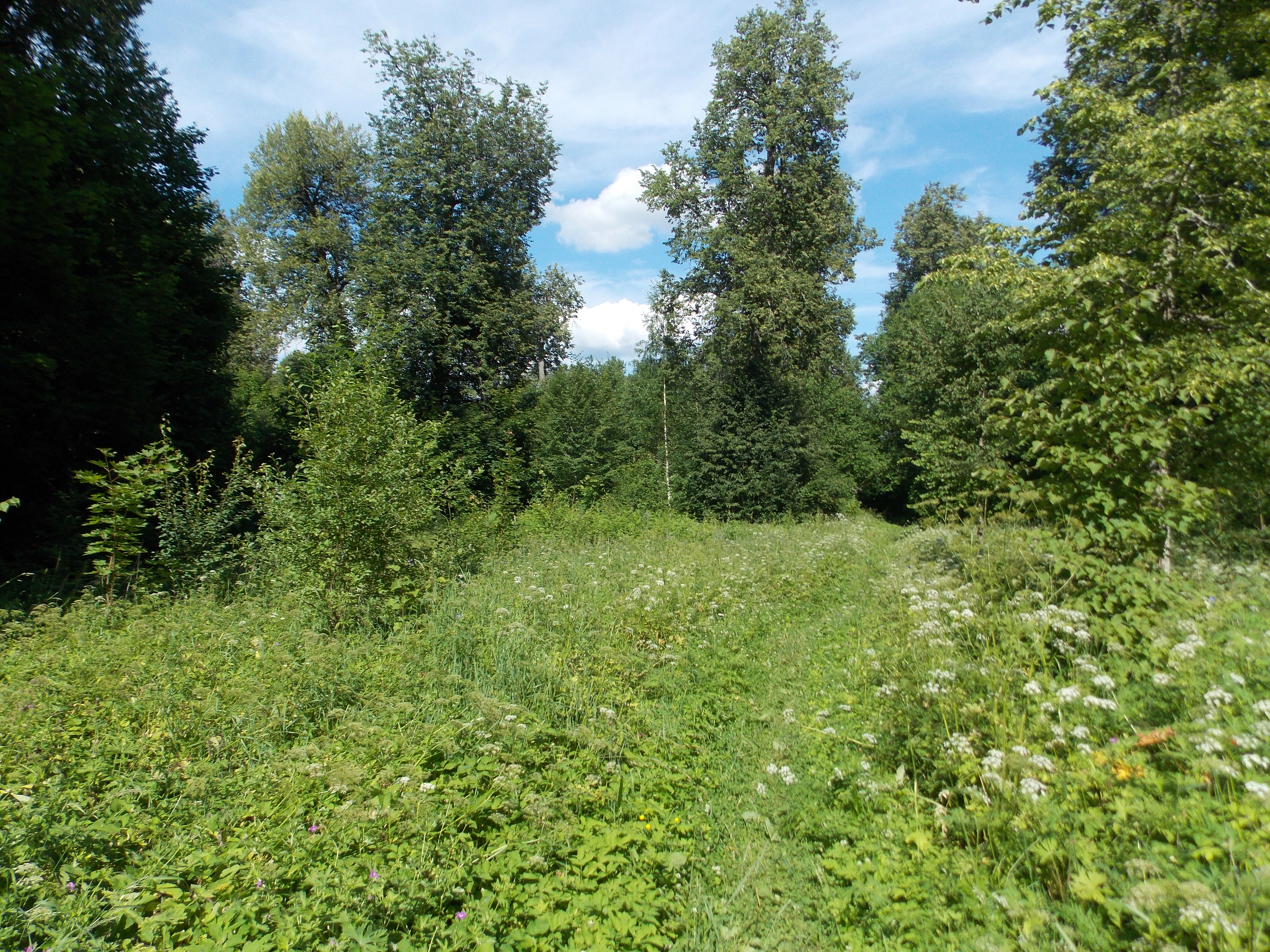
Парк усадьбы Милюковых

Около развалины погостской Вознесенской церкви раскинулся приусадебный парк усадьбы Милюковых XVII — XIX вв. Территория усадьбы прямоугольной формы, вытянута с юга на север. С запада и востока к усадьбе примыкает деревня. Границами усадьбы являются: на севере — река Луга, на юге — канава между усадебным фруктовым садом и полем, на западе — дорожка к реке, обрамлённая живой изгородью из акации, на востоке — ручей.
Планировочная структура усадьбы в целом читается. Подъездная аллея пересекает усадьбу с запада на восток и делит её на две неравные части: южную (меньшую) фруктовый сад и северную — усадебный парк. В свою очередь парк делится на две части: западную — регулярный парк и восточную — пейзажный парк. Сохранились фундаменты дома и часовни рядом, конюшни. Круглый пруд в северной части пейзажного парка, соединённый узким каналом с рекой образует с усадебным домом единую композиционную ось. Хотя в парке утрачены почти все исторические постройки, в том числе и усадебный дом, он является интереснейшим памятником садово-паркового искусства.